# Cometes festivus
Cometes festivus là một loài bọ cánh cứng trong họ Cerambycidae.